# Буревестник (стадион, Иваново)
«Буреве́стник» — стадион в Иванове. Является старейшей спортивной ареной в городе.

## История
В 1902 году на месте, где находится стадион, учащихся городских школ был заложен общественный сад, однако посаженные деревья не смогли прижиться. В 1921—1922 годах на нём был оборудован первый городской стадион, который получил название «Медик». В первое время на нём проводились соревнования всесоюзного масштаба. На «Медике» проходили футбольные матчи на первенство города и промышленной области. До постройки «Динамо» (ныне «Текстильщик»), стадион оставался главной спортивной ареной города. В 1937 году на «Медике» проводил свои первые матчи в первенстве страны футбольный клуб «Спартак».
После войны стадион получил название «Буревестник». На нём проводились соревнования по хоккею с мячом среди сильнейших женских команд страны. Также стадион принимал первенства СССР по фигурному катанию. Летом на «Буревестнике» долгое время занималась спортшкола ивановского «Текстильщика» и ведущие легкоатлеты области.
С начала 1990-х стадион был заброшен. В 1998 году муниципалитет сдал его в аренду спорткомбинату «Буревестник». 26 мая 2011 года часть стены, окружающей стадион рухнула.
В 2007 году поле стадиона использовал для тренировок выступавший в Первом дивизионе «Текстильщик-Телеком». В последнее время на «Буревестнике» проходили всероссийские выставки собак. В 2012 году стадион принял крупный рок-фестиваль «Headsound».
В мае 2012 года владельцы земельного участка, на котором расположен стадион «Буревестник», выставили его на продажу. После этого доступ на стадион был закрыт, а территория очищена от зелёных насаждений.